# Philippe Pinel
Philippe Pinel (20. dubna 1745 – 25. října 1826) byl francouzský lékař a zakladatel psychiatrie. Základy tohoto lékařského oboru položil v Paříži v roce 1793.
Philippe Pinel podle rodinné tradice studoval lékařství. Začal na univerzitě v Montpellier, pak přešel do Toulouse, kde v roce 1773 promoval. Současně s medicínou studoval i přírodní vědy. V roce 1778 přišel do Paříže, kde byl brzy jmenován docentem a později (za Francouzské revoluce) profesorem na lékařské fakultě. Byl také hned přijat do společnosti pokrokových osvícenců, tzv. „ideologů“, kteří připravovali revoluci. Zde se seznámil především s přírodovědci, jako byl chemik Antoine Lavoisier, lékař Cabanis a fyzik Franklin, který tehdy pobýval ve Francii.
Když propukla revoluce, Pinel se k ní přidal. V roce 1793 byl pověřen Národním konventem provést reformu péče o duševně choré. Tak se stal Pinel zakladatelem psychiatrie jako speciálního lékařského oboru. Už od 17. století (od dob občanské války, tzv. Frondy) byli duševně choří umístěni v Paříži: muži v bývalé věznici Bicêtre, ženy v bývalé prachárně Salpêtrière. Podmínky, v nichž žili, byly neodpovídající. Byli umístěni ve sklepních místnostech, na slámě, ve špíně, měli nedostatečnou a nepravidelnou stravu a měli pouta na rukou.
V jiných zemích (například v Čechách v Praze u milosrdných bratří) nebyl stav péče o nemocné o mnoho lepší. Úmrtnost v zařízeních pro duševně choré byla velmi vysoká.
Pinel okamžitě dal duševně chorým sejmout pouta. Pacienty, kteří tam byli bezdůvodně, dal propustit. Začal se starat o lepší hygienu prostředí i lepší stravu. Vymohl pro pacienty postele, slušné jídlo a opatřil také oblečení. Zavedl pro některé pacienty s lehčími formami psychických poruch vycházky. Tyto změny Pinel prosadil proti vůli jakobínského předáka Couthona (spoludiktátora s Robespierrem). Plně se však rozběhly až v roce 1796, po thermidorském převratu (po svržení Robespierra a jakobínského teroru v srpnu 1794).
Léčebné metody, ale i svoji vědeckou klasifikaci psychóz uveřejnil Pinel ve svých dílech. Pinel předešel svou dobu: zaváděl léčbu prací, používal psychoterapie, dokonce i prvotní varianty psychodramatu. Například u nemocných trpících depresemi s obsedantními výčitkami inscenoval jakousi imitaci soudu, kde se „vina“ pacienta probrala a nakonec byl pacient zpravidla „osvobozen“.
Není pochyb o tom, že Pinelovo dílo znamenalo velký pokrok a vznik moderní, či spíše opravdové psychiatrie. Profesor Pinel rozeznával již relativně přesně různá psychiatrická onemocnění jako mánii nebo melancholii. Uvažoval o příčinách duševních nemocí, dělil je na vnější a vnitřní. Pinel byl vášnivým ctitelem Francouzské revoluce a pak přívržencem Napoleona Bonaparta jako jejího dovršitele.
Zažil i návrat Bourbonů. To považoval za osobní neštěstí. Jako republikán a bonapartista byl zbaven všech funkcí a odstraněn z veřejného života. Zemřel na mozkovou mrtvici v roce 1826 ve věku osmdesát jedna let.